# Getz/Gilberto
Albums de Stan Getz, João Gilberto et Antônio Carlos Jobim
Getz/Gilberto Vol. 2
(1966)
Singles
1. The Girl from Ipanema/Corcovado (45T)
Sortie : 1964
2. The Girl from Ipanema/Blowin' in the Wind (45T)
Sortie : 1964
3. Desafinado/Early Autumn (45T)
Sortie : 1964

Getz/Gilberto est un album de bossa nova sorti en 1964 par le saxophoniste américain Stan Getz et le guitariste et chanteur brésilien João Gilberto, avec la participation du pianiste et compositeur Antônio Carlos Jobim.
Il sort après Jazz Samba et Jazz samba Encore de Stan Getz.
Il a connu un grand succès international particulièrement aux États-Unis. Les morceaux The Girl from Ipanema et Corcovado chantés par Astrud Gilberto sont devenus des standards du jazz.
L'album a remporté le Grammy Award du meilleur album en 1965, et The Girl from Ipanema le prix du meilleur enregistrement de l'année.
Il a été enregistré les 18 et 19 mars 1963 à New York par l'ingénieur du son Phil Ramone et produit par Creed Taylor sur le label Verve Records. Antonio Carlos Jobim enregistre peu de temps après et sur le même label The composer of Desafinado, plays. Un second album Getz/Gilberto vol.2 paraît en 1966.
En 1999, l'album a reçu le Grammy Hall of Fame Award.
En 2015, à l'occasion du Record Store Day, paraît l'album Selections from Getz/Gilberto 76 qui contient quatre pistes inédites tirées d'un concert enregistré à San Francisco en 1976 et réunissant les deux artistes éponymes.
Le magazine Rolling Stone le place en 2012 en 447e position de son classement des 500 plus grands albums de tous les temps. Il est également cité dans l'ouvrage de référence de Robert Dimery Les 1001 albums qu'il faut avoir écoutés dans sa vie.

## Liste des pistes
| N° | Titre                     | Auteurs                                                 | Durée |
| -- | ------------------------- | ------------------------------------------------------- | ----- |
| A1 | The Girl from Ipanema     | Antonio Carlos Jobim, Vinícius de Moraes, Norman Gimbel | 5:15  |
| A2 | Doralice                  | Dorival Caymmi, Antonio Almeida                         | 2:45  |
| A3 | Para machucar meu coração | Ary Barroso                                             | 5:07  |
| A4 | Desafinado                | Antônio Carlos Jobim, Newton Mendonça                   | 4:05  |
| B1 | Corcovado                 | Antônio Carlos Jobim, Gene Lees                         | 4:15  |
| B2 | Só danço samba            | Antônio Carlos Jobim, Vinícius de Moraes                | 3:30  |
| B3 | O grande amor             | Antônio Carlos Jobim, Vinícius de Moraes                | 5:25  |
| B4 | Vivo sonhando             | Antônio Carlos Jobim                                    | 2:52  |

## Réédition de 1997
En 1997, l'album est réédité en CD par le label Verve. Il inclut, en bonus, les versions raccourcies des chansons The Girl from Ipanema et Corcovado, tirées du 45T sorti en 1964.
| N°  | Titre                               | Auteurs                                                 | Durée |
| --- | ----------------------------------- | ------------------------------------------------------- | ----- |
| 1.  | The Girl from Ipanema               | Carlos Jobim, Vinícius de Moraes, Norman Gimbel         | 5:24  |
| 2.  | Doralice                            | Dorival Caymmi, Antonio Almeida                         | 2:46  |
| 3.  | Para machucar meu coração           | Ary Barroso                                             | 5:05  |
| 4.  | Desafinado                          | Antônio Carlos Jobim, Newton Mendonça                   | 4:15  |
| 5.  | Corcovado                           | Antônio Carlos Jobim, Gene Lees                         | 4:16  |
| 6.  | Só danço samba                      | Antônio Carlos Jobim, Vinícius de Moraes                | 3:45  |
| 7.  | O grande amor                       | Antônio Carlos Jobim, Vinícius de Moraes                | 5:27  |
| 8.  | Vivo sonhando                       | Antônio Carlos Jobim                                    | 3:04  |
| 9.  | The Girl from Ipanema (version 45T) | Antônio Carlos Jobim, Vinícius de Moraes, Norman Gimbel | 2:54  |
| 10. | Corcovado (version 45T)             | Antônio Carlos Jobim, Gene Lees                         | 2:20  |

## Musiciens
- Stan Getz, saxophone ténor
- João Gilberto, guitare, chant
- Astrud Gilberto, chant
- Antonio Carlos Jobim, piano
- Sebastião Neto, basse
- Milton Banana, batterie

## Autour du disque
- La réédition en CD crédite de façon erronée Tommy Williams à la basse[6].
- En octobre 1964, un concert est donné au Carnegie Hall à New York en présence des quatre artistes (Stan Getz, João Gilberto, Astrud Gilberto et Antônio Carlos Jobim) pour promouvoir le disque. Il sera édité en album live deux ans plus tard.
- Stan Getz et João Gilberto collaboreront à nouveau 12 ans plus tard pour l'album en studio The Best of Two Worlds, sorti en 1976. Ils seront cette fois-ci accompagnés de Miúcha, seconde femme de João Gilberto.